# Alea (città antica)
Alea (in greco antico: Ἀλέα?) era una città dell'antica Grecia ubicata in territorio limitrofo alle regioni di Arcadia e Argolide.

## Storia
Secondo la mitologia greca venne fondata dall'eponimo Aleo, figlio di Afidante.
Pausania la situava nei pressi di Estinfalo e riporta che vi si trovavano due santuari  dedicati a Artemis di Efeso e Athena Alea, e un tempio dedicato a Dioniso dotato di una statua. Ogni due anni, veniva organizzata una festa in suo onore chiamata Escierea nella quale venivano fustigate delle donne.
Esiste una città moderna che ha lo stesso nome.